# Plebiscyt Przeglądu Sportowego 1976
Plebiscyt Przeglądu Sportowego 1976 – 42. edycja Plebiscytu „Przeglądu Sportowego” na najlepszego sportowca Polski 1976 roku.

## Charakterystyka
Redakcja dziennika sportowego „Przegląd Sportowy” po raz 42. zorganizowała wybór polskiego sportowca, który zdaniem głosujących był najlepszym, tzn. jego dokonanie i wynik oceniono najwyżej w 1976 (mistrzostwo olimpijskie, mistrzostwo świata, mistrzostwo Europy, pobicie rekordu świata czy Europy). Czytelnicy, kibice czy sympatycy sportu mieli tym razem ułatwione zadanie, bowiem w 1976 roku rozgrywane były zawody najwyższej rangi m.in. zimowe i letnie igrzyska olimpijskie, z których tradycyjnie Polacy przywozili liczne medale, również z najcenniejszego kruszcu. Na plebiscyt napłynęła rekordowa liczba 134 526 kuponów od głosujących. Wśród kuponów (poza kuponami z Polski) znalazły się również głosy z zagranicy (z 28 krajów). Tradycyjnie na balu mistrzów sportu w salach hotelu Europejskiego w Warszawie 8 stycznia 1977 odbyło się oficjalne ogłoszenie wyników i wręczenie nagród.

## Wyniki
Pierwsze miejsce zdobyła już po raz czwarty (poprzednio 1965, 1966 i 1974) Irena Szewińska, która na rozgrywanych w lipcu 1976, 21. letnich igrzyskach olimpijskich w Montrealu zdobyła złoty medal w lekkoatletyce, w biegu na 400 m, a ponadto ustanowiła rekord świata w finale tych zawodów rezultatem – 49,29 sek. Drugie miejsce przypadło Jackowi Wszole, który na tej samej olimpiadzie zdobył złoty medal w lekkoatletyce, w skoku wzwyż, a ponadto 8 września na mityngu w Koblencji pobił rekord Europy w skoku wzwyż rezultatem – 2,29 m. Natomiast trzecie miejsce zdobył Wojciech Fibak, który w maju zdobył wraz z Karlem Meilerem (RFN) tytuł tenisowego mistrza świata wersji WCT (ang. World Championship Tennis) w deblu, na rozgrywanych w Kansas City (Stany Zjednoczone) finałach deblowych MŚ, a ponadto awansował cyklem turniejów Grand Prix do rozgrywanych w grudniu finałów turnieju Masters w Houston (Stany Zjednoczone) w grze pojedynczej (8. w klasyfikacji końcowej), na których awansował niespodziewanie do finału, gdzie przegrał po zaciętej walce (2:3) ze zwycięzcą Hiszpanem Manuelem Orantesem.
| Wyniki plebiscytu na najlepszego sportowca Polski w 1976 roku |                      |                     |                      |                |
| Miejsce                                                       | Sportowiec           | Klub sportowy       | Dyscyplina           | Liczba punktów |
| 1.                                                            | Irena Szewińska      | KS Polonia Warszawa | lekkoatletyka        | 1 165 077      |
| 2.                                                            | Jacek Wszoła         | AZS-AWF Warszawa    | lekkoatletyka        | 1 026 945      |
| 3.                                                            | Wojciech Fibak       | Olimpia Poznań      | tenis                | 1 008 588      |
| 4.                                                            | Janusz Pyciak-Peciak | CWKS Legia Warszawa | pięciobój nowoczesny | 775 524        |
| 5.                                                            | Tadeusz Ślusarski    | Górnik Zabrze       | lekkoatletyka        | 695 482        |
| 6.                                                            | Jerzy Rybicki        | Gwardia Warszawa    | boks                 | 511 569        |
| 7.                                                            | Edward Skorek        | CWKS Legia Warszawa | siatkówka            | 489 267        |
| 8.                                                            | Bronisław Malinowski | Olimpia Grudziądz   | lekkoatletyka        | 345 816        |
| 9.                                                            | Kazimierz Deyna      | CWKS Legia Warszawa | piłka nożna          | 189 513        |
| 10.                                                           | Stanisław Szozda     | LKS Ziemia Opolska  | kolarstwo            | 175 203        |
| 11.                                                           | Mieczysław Nowicki   | Włókniarz Łódź      | kolarstwo            |                |
| 12.                                                           | Henryk Kasperczak    | Stal Mielec         | piłka nożna          |                |
| 13.                                                           | Andrzej Szajna       | Zawisza Bydgoszcz   | gimnastyka           |                |
| 14.                                                           | Jan Werner           | AZS Warszawa        | lekkoatletyka        |                |
| 15.                                                           | Grzegorz Cziura      | Górnik Siemianowice | podnoszenie ciężarów |                |
| 16.                                                           | Benedykt Kocot       | LKS Ziemia Opolska  | kolarstwo            |                |
| 17.                                                           | Leszek Kosedowski    | Stoczniowiec Gdańsk | boks                 |                |
| 18.                                                           | Janusz Kotliński     | Włókniarz Łódź      | kolarstwo            |                |
| 19.                                                           | Paweł Kurczewski     | KS Budowlani Łódź   | zapasy               |                |

Ponadto przyznano dwa inne tytuły:
- Tytuł honorowego sportowca 1976 roku – kpt. Kazimierz Jaworski (za zajęcie 3. miejsca w klasyfikacji generalnej w transatlantyckich regatach samotnych żeglarzy)
- Tytuł najlepszego trenera 1976 roku – Hubert Wagner (za zdobycie przez polskich siatkarzy złotego medalu na igrzyskach olimpijskich w Montrealu)